# Ilyes Housni
Ilyes Housni (in arabo إلياس حسني‎?; Créteil, 14 maggio 2005) è un calciatore marocchino, attaccante dello Le Havre in prestito dal Paris Saint-Germain.

## Carriera

### Club
Housni è cresciuto nel settore giovanile del Paris Saint-Germain, con cui ha firmato il primo contratto professionistico il 30 dicembre 2022. Ha debuttato in prima squadra il 6 gennaio 2023 nell'incontro di Coppa di Francia vinto 3-1 contro il Châteauroux e l'11 febbraio seguente ha esordito anche in Ligue 1 contro il Monaco.
Il 19 settembre 2023 è stato ceduto in prestito all'Al-Sadd, dove ha tuttavia giocato con poca frequenza. Il 28 agosto 2024 è passato con la stessa formula al Le Havre.

### Nazionale
Ha giocato nella nazionale francese Under-17 ed Under-18, prima di optare per la nazionalità marocchina dove ha giocato con l'Under-23.

## Statistiche

### Presenze e reti nei club
Statistiche aggiornate all'8 febbraio 2025.
| Stagione        | Squadra             | Campionato      | Campionato | Campionato | Coppe nazionali | Coppe nazionali | Coppe nazionali | Coppe continentali | Coppe continentali | Coppe continentali | Altre coppe | Altre coppe | Altre coppe | Totale | Totale | Totale |
| Stagione        | Squadra             | Comp            | Pres       | Reti       | Comp            | Pres            | Reti            | Comp               | Pres               | Reti               | Comp        | Pres        | Reti        | Pres   | Reti   |        |
| --------------- | ------------------- | --------------- | ---------- | ---------- | --------------- | --------------- | --------------- | ------------------ | ------------------ | ------------------ | ----------- | ----------- | ----------- | ------ | ------ | ------ |
| 2022-2023       | Paris Saint-Germain | L1              | 1          | 0          | CF              | 1               | 0               | UCL                | -                  | -                  | SF          | -           | -           | 2      | 0      |        |
| 2023-2024       | Al-Sadd             | QSL             | 6          | 1          | EQC+QSC         | 0               | 0               | ACL                | -                  | -                  | CQ          | -           | -           | 6      | 1      |        |
| 2024-2025       | Le Havre            | L1              | 7          | 0          | CF              | 1               | 0               | -                  | -                  | -                  | -           | -           | -           | 8      | 0      |        |
| Totale carriera | Totale carriera     | Totale carriera | 14         | 1          |                 | 2               | 0               |                    | -                  | -                  |             | -           | -           | 16     | 1      |        |

## Palmarès

### Club

#### Competizioni nazionali
- Campionato francese: 1

PSG: 2022-2023
- Campionato qatariota: 1

Al-Sadd: 2023-2024